# Ashikaga Yoshizumi
Ashikaga Yoshizumi (tiếng Nhật: 足利 義澄; 15 tháng 1 năm 1481 — 6 tháng 9 năm 1511) là shogun thứ 11 của Mạc phủ Ashikaga ở Nhật Bản, nắm quyền từ năm 1493 đến năm 1508.